# Geotechnik (Zeitschrift)
geotechnik ist die einzige deutschsprachige Fachzeitschrift im Bereich Geotechnik, die seit 1978 als Organ der Deutschen Gesellschaft für Geotechnik e.V. (DGGT) erscheint und von Ernst & Sohn verlegt wird. Die Zeitschrift geotechnik deckt die Gebiete Bodenmechanik, Erd- und Grundbau, Felsmechanik, Ingenieurgeologie, Geokunststoffe und Umweltgeotechnik ab. Die Aufsatzmanuskripte werden von mindestens zwei unabhängigen Fachleuten begutachtet (Peer reviewed journal); sie ist in Scopus von Elsevier gelistet.  2020 erreichte der CiteScore 0,6.
Dem von  Christos Vrettos geleiteten Editorial Board gehören an:  Karsten Beckhaus (Bauer Spezialtiefbau, Schrobenhausen),  Jürgen Grabe (TU Hamburg-Harburg), Achim Hettler (bis Oktober 2018: TU Dortmund) und  Thomas Richter (GuD Consult GmbH, Berlin). Managing Editor von geotechnik ist Helmut Richter.

## Nachweise
1. ↑  CiteScore 2020 veröffentlicht
2. ↑  GuD Geotechnik und Dynamik Consult GmbH